# Peristylus copelandii
Peristylus copelandii là một loài thực vật có hoa trong họ Lan. Loài này được (Ames) Carr mô tả khoa học đầu tiên năm 1935.